# Русская Арктика
Ру́сская А́рктика — национальный парк в Архангельской области. Находится в северной части архипелага Новая Земля и на архипелаге Земля Франца-Иосифа. Создан 15 июня 2009 года.
В состав национального парка вошли земли запаса общей площадью 1 426 000 га, из них суша — 632 090 га, морские акватории — 793 910 га. 25 августа 2016 года постановлением Правительства РФ территория заказника «Земля Франца-Иосифа» была включена в границы национального парка «Русская Арктика».

## Причины и цели создания парка
В этом регионе располагаются крупнейшие в Северном полушарии «птичьи базары» (кайры и гаги), лежбища моржей, обитают белые медведи, гренландский кит, песцы, гренландские тюлени и нерпы. Растительность представлена некоторыми видами мхов, лишайников и малым количеством цветковых. Парк создан для сохранения уникальной природы Арктики.
Инициатором создания национального парка стал географ и полярный исследователь П. В. Боярский.
Территория национального парка интересна не только своей природой. Уникально и культурное наследие национального парка: здесь находятся места и объекты, связанные с историей открытия и освоения российской Арктики с XVI века, в частности, связанные с деятельностью русских полярных исследователей Русанова и Седова, а также стоянки голландского мореплавателя Виллема Баренца, открывшего эти земли для западных европейцев, и русских поморов, бывавших там задолго до него.
Таким образом, этот регион представляет собой большой интерес для развития экологического научного и познавательного туризма. В 2009 году Председатель Правительства России Владимир Путин предложил министрам провести свой очередной отпуск в этом парке или в других подобных местах.
ФГБУ «Национальный парк „Русская Арктика“» также осуществлял охрану территории государственного природного заказника федерального значения «Земля Франца-Иосифа», а также мероприятия по сохранению биологического разнообразия и поддержанию в естественном состоянии охраняемых природных комплексов на территории данного заказника.
Постановлением от 25 августа 2016 года № 840 Правительство Российской Федерации ликвидировало заказник «Земля Франца-Иосифа». Часть территории упразднённого заказника вошла в состав национального парка «Русская Арктика», а часть заказника площадью более четырёх миллионов гектаров не была включена в состав нацпарка «Русская Арктика». Огромные участки моря (места обитания гренландского кита, нарвала, белухи) лишились какого-либо охранного статуса и на этой территории стала возможна добыча нефти и морских биоресурсов в промышленных масштабах.
В 2019 году был отмечен рекорд: в летний сезон национальный парк посетили 1306 человек из 44 стран мира.

## Полевые базы парка
На территории нацпарка находится семь полевых баз и опорных пунктов:
- Омега — круглогодичная стационарная полевая база на острове Земля Александры. Действует с 2014 года. По соседству с базой находится военный городок Нагурское. Может разместить до 15 человек.
- Бухта Тихая — сезонная база, действует с 2012 года. Находится на территории бывшей полярной станции, которая сейчас переоборудована в музей. Может разместить до 20 человек.
- Мыс Желания — сезонная база. Находится на территории бывшей полярной станции. Может разместить до 12 человек.
- Остров Гофмана — сезонный опорный пункт на острове Гофмана. Может разместить до 5 человек.
- Греэм-Белл — сезонный опорный пункт на острове Греэм-Белл. Расположен недалеко от бывшего военного аэродрома. Может разместить до 5 человек.
- Остров Хейса — сезонный опорный пункт на острове Хейса. Расположен недалеко от Обсерватории имени Эрнста Кренкеля. Может разместить до 5 человек.
- Долина Ветров — сезонный опорный пункт на острове Нортбрук. Может разместить до 5 человек.

С 2014 года в «столице» арктического туризма «Бухте Тихой» работает самое северное в мире отделение «Почты России» и открыт сувенирный магазин. В 2019 году в Тихой торжественно открыт многофункциональный визит-центр парка.